# Cyrille Barrette
Pour les articles homonymes, voir Barrette.
Cyrille Barrette, né en 1945
, est un biologiste, professeur, conférencier et écrivain québécois.

## Biographie
Docteur en éthologie de l'Université de Calgary, il a enseigné la biologie à l'Université Laval de 1975 à 2007, se spécialisant dans le comportement et l'écologie des mammifères.
Il donne plusieurs conférences concernant l'application rigoureuse de la démarche scientifique comme outil pour produire de la connaissance. Il défend également cette dernière contre les différentes croyances qui s'y opposent ou qui tentent de s'attribuer son prestige,,.
Il est éditeur adjoint de la revue d'écologie La terre et la vie de 1978 à 1992.

## Œuvres
- 2000 : Le miroir du monde : évolution par sélection naturelle et mystère de la nature humaine
- 2006 : Mystère sans magie : science, doute et vérité : notre seul espoir pour l'avenir
- 2013 : Lettres ouvertes : correspondance entre un athée et un croyant avec Jean-Guy Saint-Arnaud
- 2020 : La vraie nature de la bête humaine
- 2023 : L’étonnant Panda : Erreur de la nature ou merveille d’adaptation?

## Prix et distinctions
- Prix Sceptique 2007 remis par les Sceptiques du Québec[7].